# Região Geográfica Intermediária de Picos
A Região Geográfica Intermediária de Picos é uma das seis regiões intermediárias do estado brasileiro do Piauí e uma das 134 regiões intermediárias do Brasil, criadas pelo Instituto Brasileiro de Geografia e Estatística (IBGE) em 2017. É composta por 58 municípios, distribuídos em quatro regiões geográficas imediatas.
Sua população total estimada pelo Instituto Brasileiro de Geografia e Estatística (IBGE) para 1º de julho de 2018 é de 486 544 habitantes, distribuídos em uma área total de 37 213,095 km².
Picos é o município mais populoso da região intermediária, com 78 002 habitantes, de acordo com estimativas de 2018 do Instituto Brasileiro de Geografia e Estatística (IBGE).

## Regiões geográficas imediatas
| Região geográfica imediata                     | Municípios | População Estimativa 2018 | Área (km²) |
| ---------------------------------------------- | --- | ------------------------- | ---------- |
| Região Geográfica Imediata de Picos            | Alagoinha do Piauí Alegrete do Piauí Aroeiras do Itaim Belém do Piauí Bocaina Caldeirão Grande do Piauí Campo Grande do Piauí Dom Expedito Lopes Francisco Macedo Francisco Santos Fronteiras Geminiano Isaías Coelho Itainópolis Jaicós Marcolândia Massapê do Piauí Monsenhor Hipólito Padre Marcos Paquetá Picos Pio IX Santa Cruz do Piauí Santana do Piauí Santo Antônio de Lisboa São João da Canabrava São José do Piauí São Julião São Luís do Piauí Sussuapara Vera Mendes Vila Nova do Piauí Wall Ferraz | 294 818                   | 14 755,765 |
| Região Geográfica Imediata de Paulistana       | Acauã Betânia do Piauí Caridade do Piauí Curral Novo do Piauí Jacobina do Piauí Patos do Piauí Paulistana Queimada Nova Simões | 79 831                    | 9 553,216  |
| Região Geográfica Imediata de Oeiras           | Cajazeiras do Piauí Colônia do Piauí Floresta do Piauí Oeiras Santa Rosa do Piauí Santo Inácio do Piauí São João da Varjota São Miguel do Fidalgo Tanque do Piauí | 70 393                    | 7 159,991  |
| Região Geográfica Imediata de Simplício Mendes | Bela Vista do Piauí Campinas do Piauí Conceição do Canindé Paes Landim São Francisco de Assis do Piauí Simplício Mendes Socorro do Piauí | 41 502                    | 5 744,123  |
| Total                                          | 58 | 486 544                   | 37 213,095 |